# Vorges
Vorges é uma comuna francesa na região administrativa de Altos da França, no departamento de Aisne. Estende-se por uma área de 4,78 km². Em 2010 a comuna tinha 381 habitantes (densidade: 79,7 hab./km²).